# Tropicus paraguayensis
Tropicus paraguayensis – gatunek chrząszcza z rodziny różnorożkowatych i podrodziny Heterocerinae.

## Taksonomia
Gatunek ten został opisany w 2002 roku przez Stanislava Skalickiego na podstawie okazów odłowionych w 1996 roku przez Ulfa Dreschela. Epitet gatunkowy nawiązuje do miejsca występowania.

## Opis
Długość ciała samca wynosi 2,5 mm, a samicy 2,1 mm. Ciało jasnobrązowe z ciemniejszymi brzegami pokryw i ciemnobrązowymi oczami. Labrum wydłużone, gęsto oszczecinione. Żuwaczki ząbkowane, u samca z małym, spiczastym wyrostkiem grzbietowym. Prostheca z serią tępych zębów. Czułki 9-członowe, zwieńczone 6-członową buławką. Przedplecze 1,5 raza tak szerokie jak długie i tak szerokie jak podstawa pokryw, delikatnie granulowane, wyposażone w żółtawe, krótkie szczecinki. Pokrywy podłużne, grubo granulowane, o wgłębieniach barkowych ciągnących się prawie równolegle do ich krawędzi. Łuk strydulacyjny zaznaczony. Golenie przednie z 8, a pozostałe z 7 kolcami. Spiculum gastrale Y-kształtne, 0,5 mm długie. Edeagus 0,5 mm długi.

## Rozprzestrzenienie
Gatunek znany wyłącznie z paragwajskiego departamentu Alto Paraguay.